# クロマチウム属
クロマチウム属（クロマチウムぞく）はクロマチウム科の基準属で、グラム陰性の非芽胞形成嫌気性光合成桿菌。極鞭毛を持ち運動性のある種がある。基準種はクロマチウム・オケニ。属名は色のついたものを意味する。GC含量は18から70。
バクテリオクロロフィルaやカロテノイドといった色素を生産する。幾つかの種は増殖に硫化物とビタミンB12を要求する。細胞内には利用した硫化物が酸化して生じた硫黄粒がみられる。本属の菌は硫黄を硫酸まで酸化する能力がある。